# 搜山虎
搜山虎（学名：Anisodus mairei）为茄科山莨菪属的植物。分布于中国大陆的云南等地，属中国原产的植物（非从国外引种）。

## 延伸阅读
[在维基数据编辑]
 《植物名實圖考·搜山虎》，出自吳其濬《植物名實圖考》